# Château du Bourget
Le château du Bourget, appelé également château de Thomas II ou encore château des comtes de Savoie, est un ancien château-palais, du milieu du XIIIe siècle agrandi au fil du temps, dont les ruines se dressent en France sur la commune du Bourget-du-Lac, dans le département de la Savoie en région Auvergne-Rhône-Alpes.
Lieu de chasse et de pêche mais aussi lieu de diplomatie et de justice des comtes de Savoie, on y accédait soit par les chemins ou par bateau.
Possession des comtes de Savoie, il ne faut pas le confondre avec le château des ducs de Savoie qui sont deux édifices différents, le dernier sis sur la commune de Chambéry.
Les ruines du château du Bourget font l’objet d’un classement au titre des monuments historiques depuis le 21 mars 1983.

## Situation

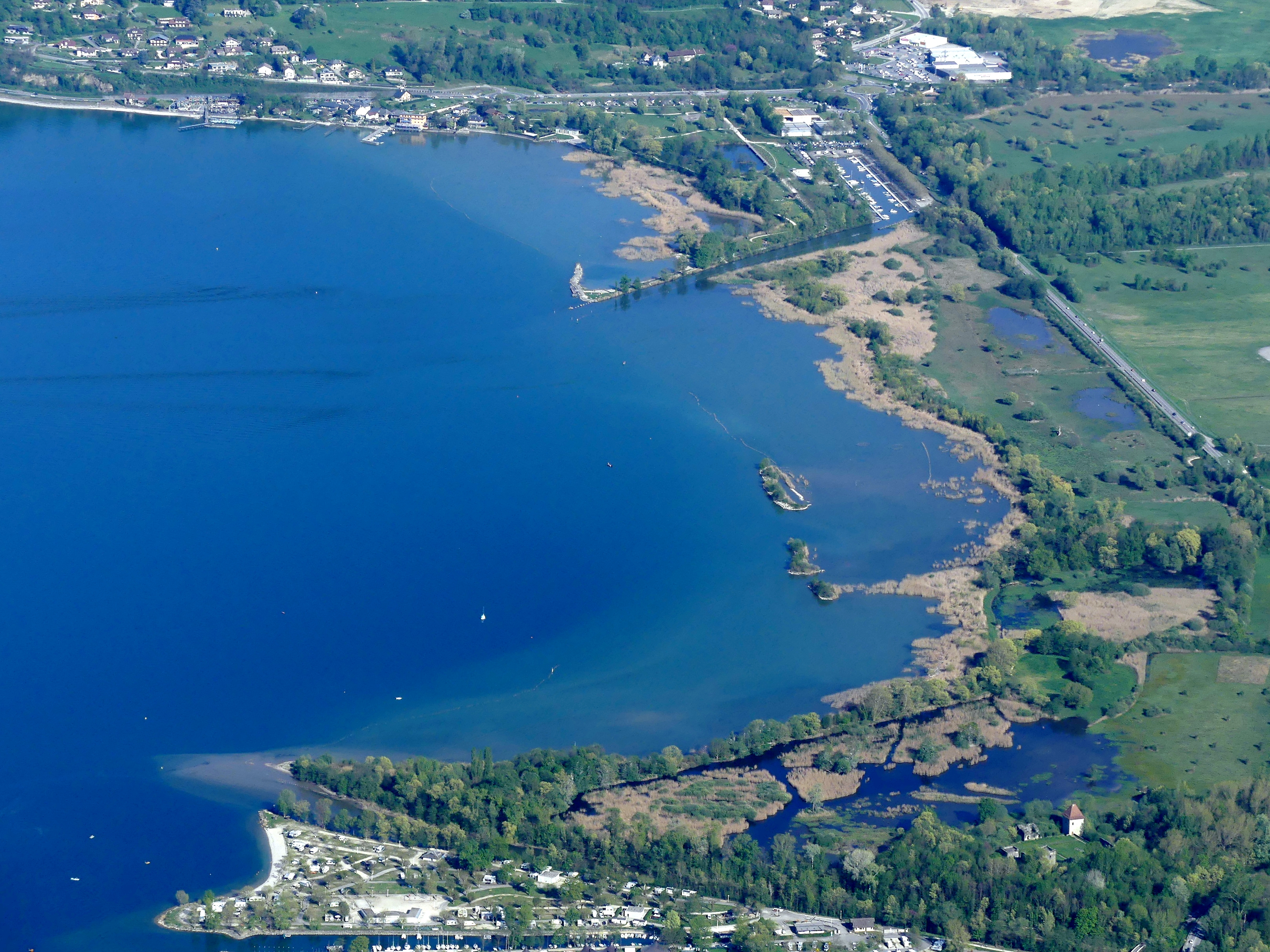
Rive sud du lac avec ses roselières, le château dans la partie droite de la photographie.

Le château se situe à l'extrémité sud du lac du Bourget, plus précisément la berge sud-ouest, et sur la rive gauche de l'embouchure de la Leysse,. Il commandait la route de Lyon à Chambéry par le col du Chat.
La particularité du château, relève l'historien Bernard Demotz, spécialiste des châteaux savoyards pour la période médiévale, c'est que celui-ci est installé en plaine et à proximité du lac, dans une zone inondable. Si la partie nord est lacustre, à l'ouest se trouve la Leysse et à l'est des canaux, seul un chemin d'une centaine de mètres permet d'accéder à l'édifice depuis un pont du torrent.
Au-delà d'un aspect stratégique, la proximité du lac permet de se déplacer plus facilement et de rejoindre notamment, par un canal, le Rhône et ainsi la cité lyonnaise et plus en aval la cité des Papes, Avignon.

## Histoire

### Origine de la fondation
Le comte de Flandre et seigneur de Piémont, Thomas, frère du comte Amédée IV de Savoie, réside en Piémont, mais revient régulièrement passer l'été en Savoie, notamment près du lac du Bourget, résidant au Château d'Aix, Châtillon à l'abbaye d'Hautecombe ou encore au prieuré du Bourget. Il souhaite cependant se faire construire une demeure propre à son rang, là où la Leysse se jette dans le lac, pour le médiéviste Bernard Demotz, cette installation est due à son frère le comte.
Le terrain appartient au prieuré, vassal du comte. Le prieuré clunisien était implanté à proximité, depuis sa fondation vers le début du XIe siècle, sous les auspices du premier des Humbertiens, le comte Humbert. Amédée IV négocie donc entre 1247 et 1248 une série d'accord avec le prieuré. Le 10 août 1248, un contrat est signé stipulant que le comte Amédée autorise les moines du Bourget à vendre un terrain sur les bords du lac du Bourget à son frère, Thomas, afin d'y établir « une maison et un vivier, le tout entouré de soixante-dix pieds de terre »,,. L'accord stipule plusieurs engagement pris par Thomas (payement d'un cens annuel au prieuré, maintien de leurs droits, un droit d'asile, etc.).
Selon Georges Chapier, la construction du château dure de 1248 à 1253. Toutefois, selon les historiens Bruno Berthier et Robert Bornecque, auteurs de Pierres fortes de Savoie (2001), les travaux de construction n'auraient pas débuté « avant la seconde moitié du XIIIe siècle », si l'on prend en compte les informations inscrites dans les comptes de châtellenie. Ainsi le premier compte qui nous est parvenu date de l'année 1289 et mentionne la construction d'un domus nova, à proximité de la rivière de la Leysse.

### Résidence comtale
Le château devient très vite l'une des principales résidences comtales, et cela durant plus de deux siècles, jusqu'à ce que les comtes lui préfèrent les rives du Léman, notamment au château de Ripaille. Son importance est telle que son nom est utilisé pour désigner le lac éponyme.
Le 4 septembre 1249, y naît Amédée, fils cadet de Thomas II, qui sera comte de Savoie en 1285,. À la mort de Thomas de Piémont, le château revient à sa femme, où elle réside et gère les affaires du Piémont,.
Le nouveau comte Amédée V (1285-1323) fait du château, où il a passé une partie de son enfance, sa résidence principale, comprenant l'intérêt stratégique du site, notamment au sein d'« un réseau très dense de sites fortifiés échelonnés sur plus de 20 km de profondeur », selon Bernard Demotz. Il est à l'origine de sa transformation en forteresse avec l'aménagement des fossés. La résidence devient l'un des centres politiques du comté puisque les historiens ont pu attester les livraisons permettant le fonctionnement de la Cour. Le comte Amédée y signe de nombreux actes tout au long de son règne. Amédée VI et Amédée VII, y feront de nombreux séjours.
Blanche de Savoie, fille de Aymon de Savoie est mariée, le 11 septembre 1350, au château, à Galéas II Visconti, duc de Milan.
Sous le premier duc de Savoie, Amédée VIII, le château est alors progressivement délaissé au profit du château de Ripaille. Toutefois, en 1403, à l'occasion du mariage de Bonne de Savoie (1388-†1432) avec Louis de Savoie-Achaïe, seigneur de Piémont, contracté le 24 juillet 1403, on repeint la chambre dite de la Tournelle, et en 1427, Amédée VIII y donne une fête à l'occasion du mariage de sa fille, Marie de Savoie, avec Philippe Marie Visconti, duc de Milan.
En 1417, André de Sômont en est le châtelain. En 1438, Louis de Savoie, prince de Piémont, lieutenant général et fils du duc Amédée VIII, inféode la baronnie à Jean de Seyssel , seigneur de Barjat/Barjact et maréchal de Savoie et confirme son désintérêt pour le château du Bourget,. Le château semble disparaître des chroniques et des comptes du duché, les ducs s'étant installés notamment sur la rive du Léman.
En 1456, Anne de Lusignan aurait confié la reconstruction à maître François Payn ; le château ayant été presque entièrement détruit par un violent incendie,. Toutefois, cette réparation semble hypothétique pour les historiens dans la mesure où celui est complètement en ruine au début du siècle suivant.

### Abandon progressif du château
En 1524, Charles III de Savoie vend la baronnie à sa sœur Philiberte, duchesse de Nemours, qui le laisse tomber en désuétude. À la mort de cette dernière, le château fait retour au duc.
Les terres du Bourget sont donnés à l'ordre des Saints-Maurice-et-Lazare avant de revenir à la couronne en 1585. Quatre ans plus tard, Jean-François Berliet, seigneur de Chiloup et futur archevêque de Tarentaise (15991607), achète le titre et les terres du Bourget, le duc Charles-Emmanuel se réservant la juridiction, — à l'exception du château que le duc réserve à Jérome de Rossillon, — et son frère Jean-Georges. La confirmation de la vente a lieu en avril et décembre 1607.
Les frères Rossillon revendent leur part aux neveux de l'archevêque Berliet, Jean Berliet et Jean d'Ivoley, en 1610. Entre-temps, deux gravures du jésuite Étienne Martellange, Prieuré de Bourget en Chambery, datant du 10 et 20 janvier 1618, montrent un édifice en ruines,. Le titre de baron du Bourget passe de Jean Berliet à son fils Jean-François. L'épouse de ce dernier, devenue veuve, le donne en indivis à ses trois filles. Une reconnaissance est faite le 20 novembre 1700 en faveur du duc pour le château « avec son pourpris et la juridiction, haute, moyenne et basse, dans les confins désignés, s'étendant jusqu'aux limites des seigneuries de Méry, Donjon, Tresserve, Candie, Sonnaz, la Serraz et Bordeaux et, du côté du couchant, jusqu'à la crête de la montagne ». L'aînée, Marie Berliet épouse le noble Balthazar Laurent en 1668. Ils ont un fils, Joseph, qui hérite de sa mère et achète (1672) la partie de l'une de ses tantes. La troisième partie passe par mariage à la famille de Thoyre, le titre jusque là utilisé par les deux familles, passe à la suite d'une compensation à la famille Laurent à partir de 1720.
En 1727, Gaspard Laurent, dernier héritier, les vend en indivis, d'une part à son beau-frère, Claude-Louis de Buttet, seigneur de la Maison-Forte d'Entremont et d'autre part à Pierre-Antoine Chollet, procureur général au Sénat de Savoie,. Le 15 juin 1780, — plus de cinquante ans après la vente — a lieu le partage entre les descendants des deux acheteurs indivis, le château, ses fossés et le pourtour reviennent à Joseph-Marie de Buttet. Les dernières héritières de Buttet vendent leur part au marchand de domaines, Jean Guerrier, originaire de Lyon.
Le château est vendu le 27 septembre 1841 pour une somme de 4 000 livres à des habitants du Bourget — les sieurs Louis Drivet, dit le Gouverneur ; François Dijoud, dit Beauge ; Prudent Besson, et Laurent Cattin, dit Guerre —, que Bernard Manipoud qualifient de « spéculateurs qui ne songèrent qu'à le démanteler pour vendre ce qui pouvait l'être encore », servant jusqu'en 1849 notamment de carrière.
Le 3 juin 1849, Louis de Buttet, baron du Bourget, officier des dragons, revenu s'installer en Savoie, rachète pour 4 000 francs les ruines, devenues « irréparables », « afin d'en conserver au moins ce qu'il en reste ».

### Campagnes de fouilles et protection

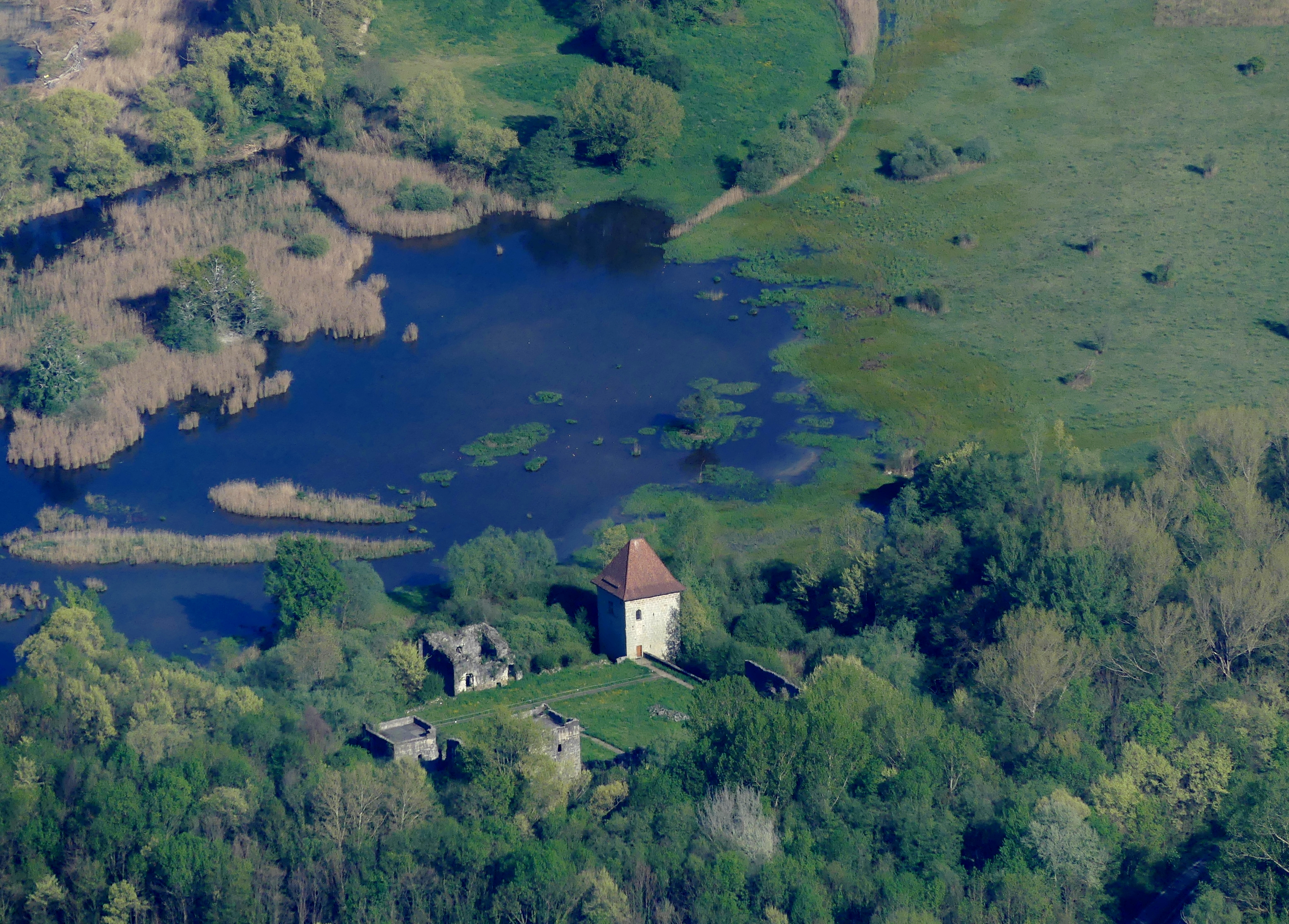
Vue sur le château depuis le Mont du Chat.

Le château du Bourget fait l'objet de fouilles archéologiques depuis le XIXe siècle.
En 1841, les ruines du château, tombées dans l'indivision, sont vendues à des marchands de biens, qui le dépouillent de tous ses éléments vendables et auraient continué à le dépecer sans l'intervention d'un conservateur du patrimoine : Louis de Buttet d'Entremont, baron du Bourget, (1808-1869), officier de dragons, au service du roi Charles-Albert de Sardaigne. Rentré au pays en 1843, il les rachètera par acte du 3 juin 1849 pour la somme de 4 000 francs afin de conserver et de protéger les vestiges de l'édifice qui échapperont désormais aux démolisseurs.
Bernard Manipoud, membre du CNRS-Lyon II, effectue un relevé du plan entre 1975-1976.
La commune du Bourget-du-Lac rachète le domaine en 1978 et les fouilles sont réalisées sous l'égide de la Société savoisienne d'histoire et d'archéologie. Le site obtient le classement des vestiges du château à l'inventaire supplémentaire des monuments historiques en 1983. Une étude globale est effectuée par Marie-Thérèse Pio entre 1980 et 1982.
En 1988, un arrêté préfectoral de protection de biotope est mis en place, avec la création en 1991 d'une réserve ornithologique intitulée « le domaine de Buttet », géré par le Conservatoire d'espaces naturels de Savoie (CEN Savoie, anciennement CPNS).
Le château fait l'objet d'une troisième campagne de fouilles, entre 1990 et 1993, notamment à travers des travaux de restauration entreprises (« consolidation des tours nord-ouest et nord, pose d’une dalle étanche en béton armée sur chacune et de la partie nord ouest de l’enceinte »), sous l'égide des Monuments historiques,. Une quatrième campagne s'est ouverte entre avril et mai 2000, afin de « reconstituer un plancher entre le rez-de-chaussée et le premier étage, afin de créer un espace d’exposition permanent ».

## Description

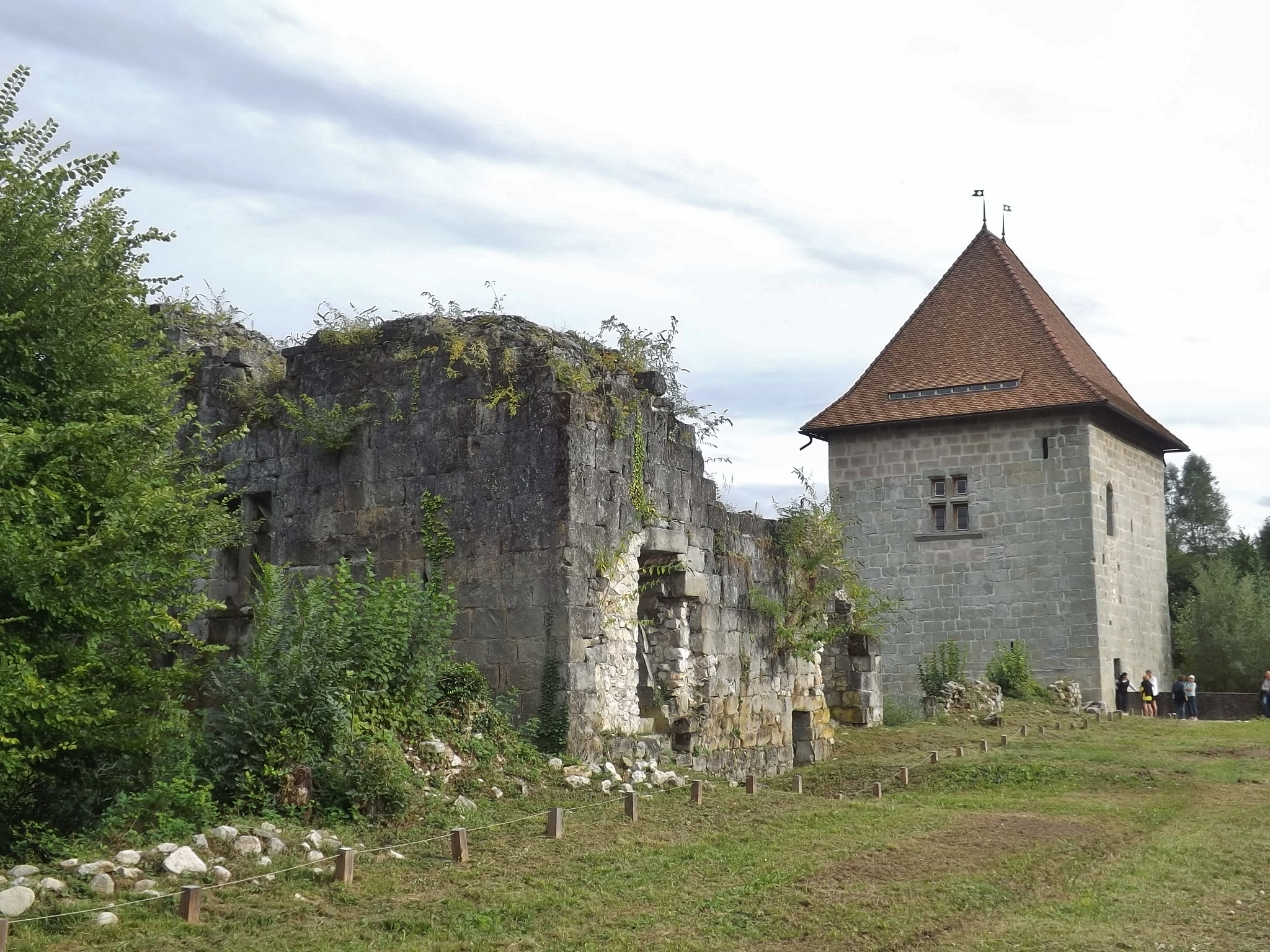
Tour des Archives et tour de la Poterne.

Le château-palais est un ensemble composite du milieu du XIIIe siècle, maintes fois remanié au cours des deux siècles suivants et actuellement à l'état de ruines. Sa fonction, voulu par le prince Thomas, est celle d'être une résidence d'agrément. Son fils Amédée V renforce son système de défense, notamment en faisant creuser des fossés.
Les deux auteurs de Pierres fortes de Savoie (2001) relèvent que l'édifice garde un caractère « énigmatique ». En effet, il ne reste qu'une partie de l'enceinte et les tours, laissant des hypothèses pour le reste des constructions, plus encore pour les substructions plus anciennes. Les deux historiens indiquent donc qu'il reste encore « délicat d'attribuer une datation et une fonction précise à chacun des espaces mis au jour » en l'an 2000.

### Plan général
Le plan général du XIIIe siècle est un quadrilatère structuré par une courtine associée à quatre tours et une tour-porte à pont-levis,.
Le château se présente ainsi sous la forme d'une enceinte fossoyée de 60 m de côté, enchemisant des logis. On accédait au château et à sa cour intérieure par une tour-porte à pont-levis,, dont il subsiste, en avant de l'entrée, les deux crapaudines et qui permettait de franchir le double fossé en eau.
À l'intérieur se dressaient plusieurs bâtiments, le logis du châtelain, la salle de l'Hôtel, un sarto (cave, cellier), au nord-ouest un corps de logis flanqué de deux tours-résidences rectangulaires, fermant l'enceinte au sud un bâtiment abritant, les communs et les écuries, un grenier, établis le long des murailles. Au début du XIXe siècle, le corps de logis était encore couvert d'un toit en appentis et servait probablement de grange. Au centre de la cour se trouvait une fontaine.

### Les tours

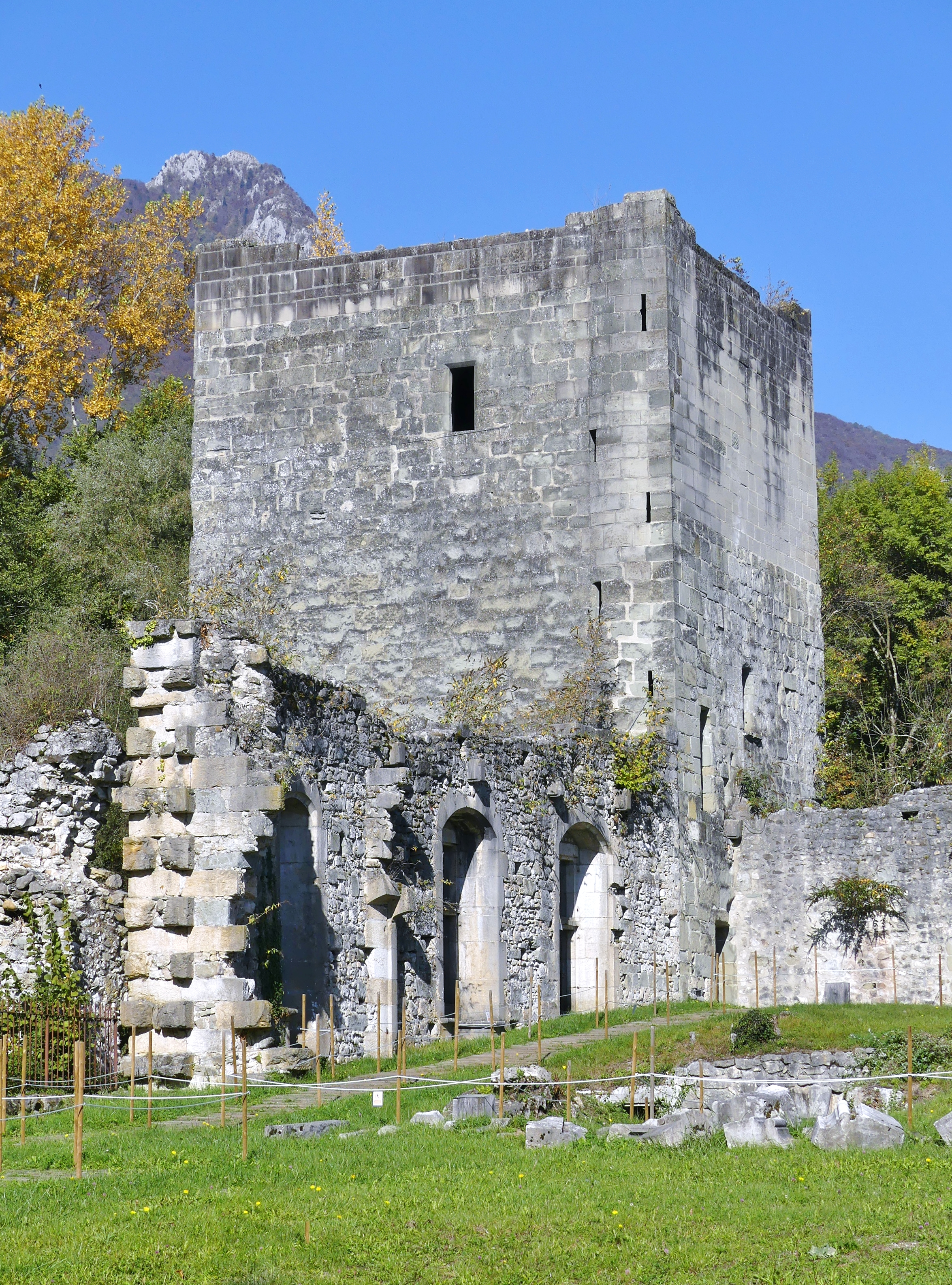
Tour nord-ouest.

Seules trois tours subsistent sur les quatre tours-résidences rectangulaires du château du XIIIe siècle,. Deux d'entre-elles, la tour nord-ouest et la tour orientale ont fait l'objet d'une étude spécifique.

#### Tour nord-ouest
La tour nord-ouest, à une emprise au sol de 10 m de côté, haute encore de 18 m, a conservé trois fenêtres au-dessus du rez-de-chaussée. Le petit réduit situé au premier étage est partiellement couvert d'une voûte sur laquelle il restait des traces de peinture érotique sur le thème de Bacchus. Cette tour s'éclaire au rez-de-chaussée par de grandes fenêtres et abrite une cheminée. Sa cave est percée de trois archères et elle communique avec le logis attenant par une porte en arc brisé en tiers-point en molasse qui s'ouvre dans une salle basse du logis, qui n'est pas celui d'origine. Il s'agit probablement de celui mentionné, en 1292, dans les comptes et qui a été remanié en 1456.
Le logis s'éclaire, aussi bien du côté cour que du côté montagne, par de grandes fenêtres à meneaux. Dans la tour du nord, dont il reste un étage en élévation, on peut y voir deux cheminées dont une pourvue encore de sa hotte. Des trois ouvertures subsistantes, une est à coussiège. Les deux tours ont dans l'épaisseur de leurs murs un escalier en vis qui en desservait les différents niveaux ainsi que le logis contigu.

#### Tour nord-est
La tour nord-est, dite « tour aux archives » abrite dans une tourelle d'angle un escalier en vis. Sa salle basse s'ouvre par une porte à arc en anse de panier et s'éclaire par une unique fenêtre à croisillons de molasse, à meneaux et traverse moulurés.

#### Tour sud-est
La tour du sud-est, la plus grande, dont la façade est percée d'une archère, restaurée aujourd'hui et couverte, voyait son premier étage desservi par un escalier en bois mobile et à partir de là, derrière une porte en tiers-point, un escalier en vis permettait de gagner les niveaux supérieurs. Son rez-de-chaussée, constitué d'une salle basse, que deux fenêtres éclairent, est doté d'une cheminée avec un manteau droit avec un assemblage à crossettes. La tour disposait d'éléments de confort tels que des chambres à latrines.

## Châtellenie du Bourget et Voglans
Le château du Bourget est le centre, avec le bourg de Montmélian, d'une châtellenie dite du Bourget et de la mestralie du prieuré de Voglans, dont dépend également le bourg de Chambéry, future capitale du comté de Savoie. Dans l'organisation du comté de Savoie, elle relève du bailliage de Savoie. La châtellenie est mise en place à partir du XIIIe siècle (peut être à la fin du siècle précédent) et elle est démembrée en 1296. Elle sera remplacée, plus tard, par celle de La Motte-Servolex.
Bien que le château soit comtal, le châtelain est un « [officier], nommé pour une durée définie, révocable et amovible »,, qui « depuis les débuts de la résidence, est toujours allé à un fidèle ». Il est chargé de la gestion de la châtellenie, il perçoit les revenus fiscaux du domaine, et il s'occupe également de l'entretien du château. Le châtelain est parfois aidé par un receveur des comptes, qui rédige « au net [...] le rapport annuellement rendu par le châtelain ou son lieutenant ».
Cette charge revient très souvent à un fidèle du comte.